# بريت ووكر
بريت ووكر (بالإنجليزية: Brett Walker)‏ هو مغن مؤلف ومنتج أسطوانات أمريكي، ولد في 14 نوفمبر 1961، وتوفي في 8 يوليو 2013.

## وصلات خارجية
- بريت ووكر على موقع ميوزك برينز (الإنجليزية)
- بريت ووكر على موقع ديسكوغز (الإنجليزية)